# Italsofa
Italsofa este o divizie a companiei producătoare de mobilă Natuzzi.
Produsele Italsofa sunt realizate în China, Brazilia și România.

## Italsofa în România
Compania deține o fabrică la Baia Mare a cărei producție este destinată în întregime către centrele de vânzări din Europa ale companiei Natuzzi.
Fabrica Italsofa de la Baia Mare se întinde pe o suprafață de 60.000 mp și este una dintre cele mai mari investiții greenfield din industria locală a mobilei.
Producția realizată la Baia Mare este destinată aproape în întregime centrelor de vânzări deținute de grup în Europa.
Număr de angajați:
- 2011: 1.401 [3]
- 2009: 1.612 [1]
- 2007: 1.480 [1]

Cifra de afaceri:
- 2013: 71,4 milioane euro [4]
- 2011: 70,9 milioane euro [3]
- 2010: 68,4 milioane euro [3]
- 2008: 83,4 milioane euro [1]